# Livezi (gmina w okręgu Bacău)
Livezi – gmina w Rumunii, w okręgu Bacău. Obejmuje miejscowości Bălăneasa, Livezi, Orășa, Poiana, Prăjoaia i Scăriga. W 2011 roku liczyła 5038 mieszkańców.